# 玛利亚圆柱

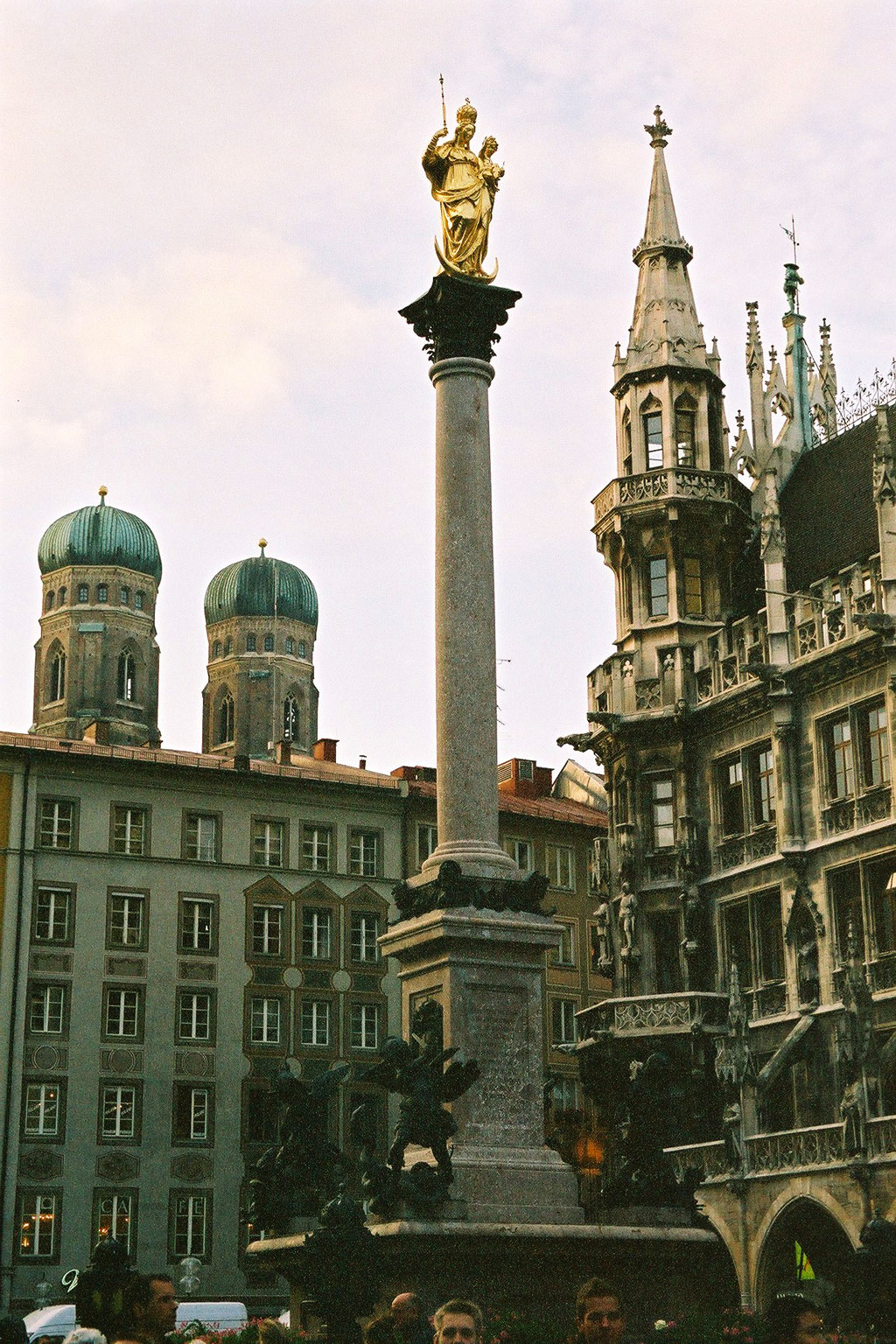
玛利亚圆柱

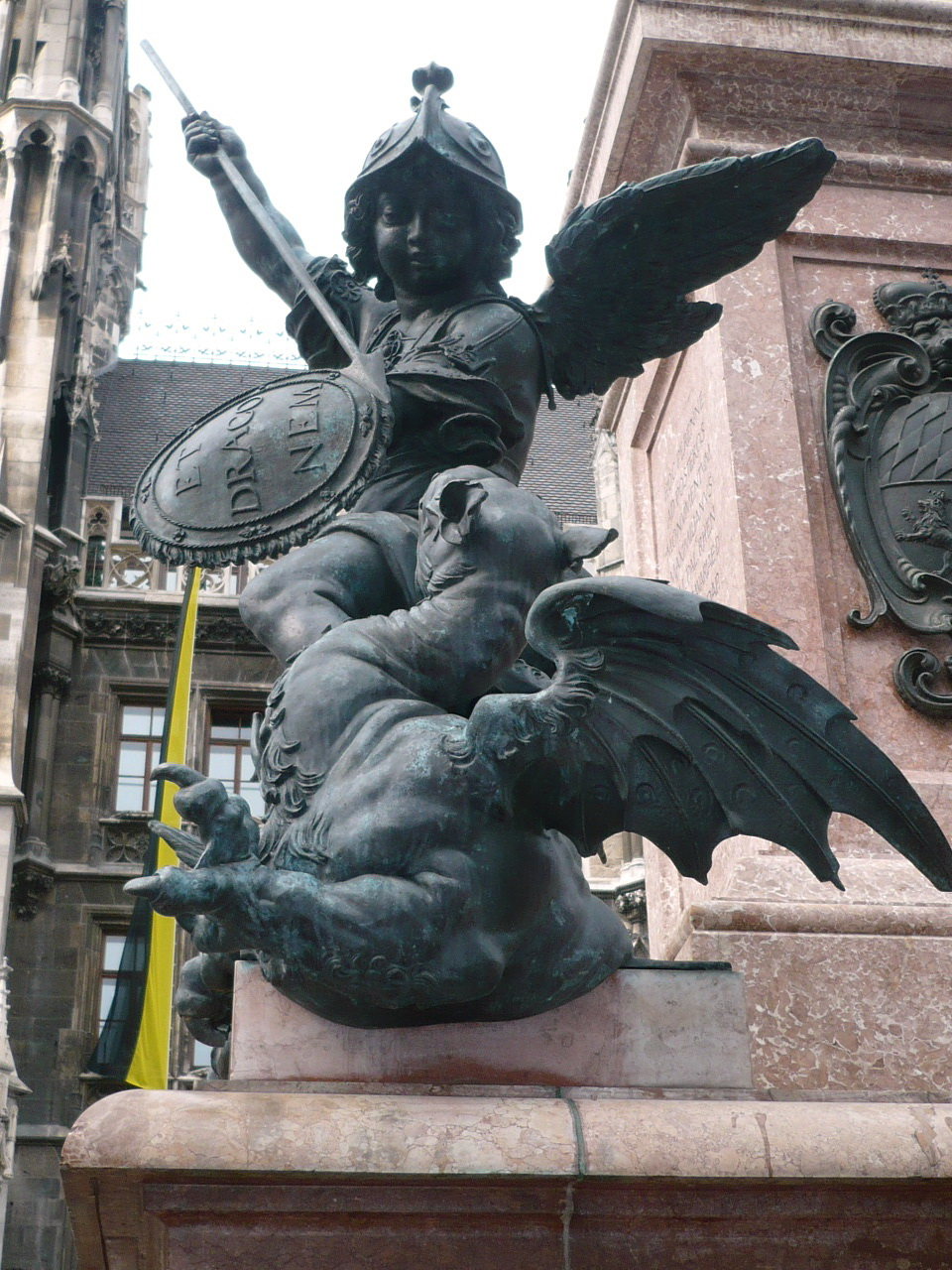
天使斩杀龙的青铜雕像

玛利亚圆柱（德語：Mariensäule）位于德国慕尼黑市中心的玛利亚广场，是一个顶端有圣母玛利亚雕像的圆柱，是慕尼黑的法定古迹之一。

## 简介
玛利亚圆柱修建于1638年，是为了庆祝瑞典军队撤离慕尼黑。圆柱的基座为方形，四个角上各有青铜雕像，为天使斩杀恶魔的景象，四个恶魔分别是狮子、蜥蜴、龙、蛇。
1638年，瑞典国王古斯塔夫二世·阿道夫鉴于当时的局势， 下令军队撤离慕尼黑，慕尼黑人称此为慕尼黑奇迹（Wunder von München），并在当年11月7日建成了这个柱子，以示对圣母的感谢，而广场也以玛利亚命名。玛利亚雕像外层镀金，可能原本是用作Hubert Gerhard为Grab Wilhelms V 设计的坟墓。